# Danh sách chợ ở Hàn Quốc
Các thành phố lớn ở Hàn Quốc thường có một số khu chợ truyền thống, mỗi nhà cung cấp bán nhiều loại hàng hoá bao gồm trái cây, rau, thịt, cá, bánh mì, quần áo, hàng dệt may, thủ công mỹ nghệ, quà lưu niệm và các mặt hàng y học cổ truyền Hàn Quốc. Từ "chợ" trong tiếng Hàn gọi là sijang (tiếng Hàn: 시장) và chợ đường phố truyền thống được gọi là jaerae sijang (tiếng Hàn: 재래시장) hoặc jeontong sijang (tiếng Hàn: 전통 시장). Không gian chợ thường bao gồm các nhà hàng mở cửa thường xuyên, các cửa hàng bán lẻ và gian hàng ăn uống (pojangmacha, tiếng Hàn: 포장마차) bán món ăn truyền thống Hàn Quốc và thức ăn đường phố. Dịch vụ Chợ và Doanh nghiệp Nhỏ (trước đây là Cơ quan Quản lý Chợ Truyền thống) có trách nhiệm cải thiện điều kiện các khu chợ truyền thống của đất nước với mục tiêu phát triển chúng thành các điểm tham quan du lịch nổi bật.

## Chợ ở Hàn Quốc
Dưới đây là danh sách các chợ bán lẻ và bán buôn ở Hàn Quốc. Danh sách này có thể chứa nhiều loại chợ khác nhau bao gồm chợ đường phố, chợ cá, chợ nông sản, chợ trời và chợ đồ cổ.
| Tên                              | Hangul                 | Romaja quốc ngữ                | Hanja                                             | Hình ảnh                                    | Thành phố     | Tọa độ                                      | Kiểu chợ           | Ghi chú                                                                     |
| -------------------------------- | ---------------------- | ------------------------------ | ------------------------------------------------- | ------------------------------------------- | ------------- | ------------------------------------------- | ------------------ | --------------------------------------------------------------------------- |
| Chợ Bangsan                      | 방산시장               | Bangsan Sijang                 |                                                   |                                             | Seoul         | 37°34′01″B 126°59′56″Đ / 37,567°B 126,999°Đ | Chợ đường phố      | [ 5 ]                                                                       |
| Chợ Cá Hợp tác xã Busan          | 부산공동어시장         | Busan Gongdong Eosijang        | 釜山共同魚市場 (Phủ Sơn cộng đồng ngư thị trường) |                                             | Busan         | 35°05′17″B 129°01′30″Đ / 35,088°B 129,025°Đ | Chợ cá             | [ 6 ]                                                                       |
| Chợ Daemyeong                    | 대명시장               | Daemyeong Sijang               |                                                   |                                             | Seoul         | 37°27′18″B 126°54′07″Đ / 37,455°B 126,902°Đ | Chợ đường phố      | [ 7 ]                                                                       |
| Chợ Daesong                      | 대송농수산물시장       | Daesong Nongsusanmul Sijang    |                                                   |                                             | Ulsan         | 35°29′56″B 129°25′16″Đ / 35,499°B 129,421°Đ | Chợ đường phố      | [ 8 ]                                                                       |
| Chợ Dongdaemun                   | 동대문시장             | Dongdaemun Sijang              | 東大門市場 (Đông Đại Môn thị trường)              |                                             | Seoul         | 37°34′12″B 127°00′32″Đ / 37,57°B 127,009°Đ  | Chợ đường phố      | Tên trước đây: Baeugaejang (배우개장) và sau đó là Chợ Gwangjang (광장시장) |
| Chợ Eonyang                      | 언양시장               | Eonyang Sijang                 |                                                   |                                             | Ulsan         | 35°33′50″B 129°07′34″Đ / 35,564°B 129,126°Đ | Chợ đường phố      | [ 10 ]                                                                      |
| Chợ Garak                        | 가락시장               | Garak Sijang                   | 可樂市場 (Khả Lạc thị trường)                     |                                             | Seoul         | 37°29′38″B 127°06′47″Đ / 37,494°B 127,113°Đ | Chợ cá             | [ 11 ]                                                                      |
| Chợ Gukje                        | 국제시장               | Gukje Sijang                   | 國際市場 (Quốc tế thị trường)                     |                                             | Busan         | 35°06′04″B 129°01′41″Đ / 35,101°B 129,028°Đ | Chợ đường phố      | Còn được gọi là Chợ Quốc tế Nampodong                                       |
| Chợ Gwangjang                    | 광장시장               | Gwangjang Sijang               | 廣藏市場 (Quảng Tàng thị trường)                  |                                             | Seoul         | 37°34′12″B 126°59′56″Đ / 37,57°B 126,999°Đ  | Chợ đường phố      | Tên trước đây: Chợ Dongdaemun(동대문시장)                                   |
| Chợ Gyeongdong                   | 경동시장               | Gyeongdong Sijang              | 京東市場 (Kinh Đông thị trường)                   |                                             | Seoul         | 37°34′52″B 127°02′13″Đ / 37,581°B 127,037°Đ | Y học cổ truyền    | [ 14 ]                                                                      |
| Chợ trời Hwanghak-dong           | 황학동 벼룩시장        | Hwanghak-dong Byeoruk Sijang   | 黃鶴洞 벼룩市場                                   |                                             | Seoul         | 37°34′08″B 127°01′05″Đ / 37,569°B 127,018°Đ | Chợ trời           | Còn được gọi là Chợ Dokkaebi (도깨비시장)                                   |
| Chợ Jagalchi                     | 자갈치시장             | Jagalchi Sijang                |                                                   |                                             | Busan         | 35°05′49″B 129°01′48″Đ / 35,097°B 129,03°Đ  | Chợ cá             | [ 16 ]                                                                      |
| Chợ Namdaemun                    | 남대문시장             | Namdaemun Sijang               | 南大門市場 (Nam Đại Môn thị trường)               |                                             | Seoul         | 37°33′32″B 126°58′37″Đ / 37,559°B 126,977°Đ | Chợ đường phố      | Chợ đường phố lâu đời và lớn nhất ở Hàn Quốc                                |
| Chợ Đầu mối Thủy sản Noryangjin  | 노량진수산시장         | Noryangjin Susan Sijang        | 鷺梁津水産市場 (Lộ Lương Tân thủy sản thị trường) |                                             | Seoul         | 37°30′54″B 126°56′28″Đ / 37,515°B 126,941°Đ | Chợ cá             | Tên trước đây: Gyeongseong Susan (경성수산)                                 |
| Chợ Seomun                       | 서문시장               | Seomun Sijang                  | 西門市場 (Tây Môn thị trường)                     |                                             | Daegu         | 35°52′08″B 128°34′48″Đ / 35,869°B 128,58°Đ  | Chợ đường phố      | Chợ đường phố lớn nhất ở Daegu                                              |
| Chợ Seongdong                    | 성동시장               | Seongdong Sijang               | 城東市場 (Thành Đông thị trường)                  |                                             | Gyeongju      | 35°50′42″B 129°12′58″Đ / 35,845°B 129,216°Đ | Chợ đường phố      | Chợ đường phố lớn nhất ở Gyeongju                                           |
| Chợ Sinjeong                     | 신정시장               | Sinjeong Sijang                |                                                   |                                             | Ulsan         | 35°32′31″B 129°18′36″Đ / 35,542°B 129,31°Đ  | Chợ đường phố      | [ 21 ]                                                                      |
| Chợ Suam                         | 수암시장               | Su-am Sijang                   | 秀岩市場 (Tú Nham thị trường)                     |                                             | Ulsan         | 35°31′41″B 129°19′12″Đ / 35,528°B 129,32°Đ  | Chợ đường phố      | [ 22 ]                                                                      |
| Chợ Taehwa                       | 태화종합시장           | Taehwa Jonghap Sijang          | Ulsan                                             | 35°33′04″B 129°17′38″Đ / 35,551°B 129,294°Đ | Street market | [ 23 ]                                      | Chợ đường phố      | [ 23 ]                                                                      |
| Chợ Trung tâm Ulsan              | 울산중앙시장           | Ulsan Jung-ang Sijang          | 蔚山中央市場 (Uất Sơn trung ương thị trường)      |                                             | Ulsan         | 35°33′14″B 129°19′23″Đ / 35,554°B 129,323°Đ | Chợ đường phố      | Chợ đường phố lớn nhất ở Ulsan                                              |
| Chợ Ulsan Beongae                | 울산번개시장           | Ulsan Beongae Sijang           |                                                   |                                             | Ulsan         | 35°31′16″B 129°20′10″Đ / 35,521°B 129,336°Đ | Chợ đường phố      | [ 25 ]                                                                      |
| Chợ Đầu mối Cá và Nông sản Ulsan | 울산 농수산물 도매시장 | Ulsan Nongsusanmul Domaesijang |                                                   |                                             | Ulsan         | 35°32′20″B 129°20′35″Đ / 35,539°B 129,343°Đ | Chợ cá và nông sản | [ 26 ]                                                                      |
| Chợ Wolbong                      | 월봉시장               | Wolbong Sijang                 |                                                   |                                             | Ulsan         | 35°29′42″B 129°25′30″Đ / 35,495°B 129,425°Đ | Chợ đường phố      | [ 27 ]                                                                      |
| Chợ Yaeum                        | 야음시장               | Ya-eum Sijang                  | 也音市場 (Dã Âm thị trường)                       |                                             | Ulsan         | 35°31′26″B 129°19′55″Đ / 35,524°B 129,332°Đ | Chợ đường phố      | [ 28 ]                                                                      |